# BMPT-64
Der BMPT-64 ist ein auf der Wanne des T-64 basierender ukrainischer Schützenpanzer. Das Fahrzeug hat eine Heckeinstiegsrampe zum Absetzen der Infanteristen. Die Besatzung besteht aus 3 Mann und maximal 12 Infanteristen im Innenraum.

## Geschichte
Im Jahre 2012 wurde von dem zu Ukroboronprom gehörenden Charkower Panzerreparaturwerk BTRS (ukrainisch Харківський бронетанковий ремонтний завод) ein neues Projekt vorgestellt: die Version eines schweren Schützenpanzers auf der Basis des T-64 mit dessen Motor, Getriebe und Wanne. Der BMPT-64 ist für den Transport von Personal vorgesehen, dabei die Beweglichkeit und den Schutz des Kampfpanzers nutzend. Es handelt sich um eine Weiterentwicklung des BMP-64, mit höherem Schutz und stärkerer Bewaffnung. Der Antrieb wurde vom Heck in den Bug verlegt, so dass eine Heckklappe für die Infanteristen eingebaut werden konnte.
Die Produktion findet auf Basis des Umbaus von vorhandenen und am Ende ihrer Entwicklungsstufe angekommenen T-64-Panzern statt.

## Antrieb
Der Antrieb stammt aus dem T-64. Es werden Motoren des Typs 5TDFA oder 5TDFE eingesetzt.

## Panzerung
- Front: 350 + 40 mm
- Seite: 82 ± 20 mm + reaktive Panzerung „Duplet“
- Heck: 40 mm
- Bodenschutz gegen Minen

## Bewaffnung
- eine 30-mm-Maschinenkanone KBA-2 (nicht lizenzierte Kopie der Schipunow 2A42).
- ein 7,62-mm-Maschinengewehr PKT bzw. dessen ukrainische Kopie
- zwei Panzerabwehrlenkraketen „Barier“ links und rechts des Turms.